# Сарибулацький сільський округ (Кербулацький район)
Сарибула́цький сільський округ (каз. Сарыбұлақ ауылдық округі, рос. Сарыбулакский сельский округ) — адміністративна одиниця у складі Кербулацького району Жетисуської області Казахстану. Адміністративний центр — село Карагаш.
Населення — 1536 осіб (2021; 1827 у 2009, 2085 у 1999, 3054 у 1989).
Станом на 1989 рік існувала Сарибулацька  сільська рада (села Казансу, Караагаш, Сарибулак, Шилісу).

## Склад
До складу округу входять такі населені пункти:
| Населений пункт | Населення, осіб (1989) | Населення, осіб (1999) | Населення, осіб (2009) | Населення, осіб (2021) |
| --------------- | ---------------------- | ---------------------- | ---------------------- | ---------------------- |
| Казансу, село   | 508                    | 350                    | 338                    | 28                     |
| Карагаш, село   | 2044                   | 1467                   | 1181                   | 1443                   |
| Сарибулак, село | 124                    | 48                     | 100                    | 39                     |
| Шилісу, село    | 378                    | 220                    | 208                    | 26                     |